# مرجغل
مرجغل (بالفارسية: مرجغل) هي مدينة تقع في إيران في Tulem District. يقدر عدد سكانها بـ 6,795 نسمة .